# Borjabad
Borjabad ist ein Ort und eine zur bevölkerungsarmen Serranía Celtibérica gehörende Gemeinde (municipio) mit nur noch 30 Einwohnern (Stand: 2024) in der Provinz Soria im Osten der autonomen Gemeinschaft Kastilien-León in Spanien. Neben dem namensgebenden Hauptort Borjabad gehören die Ortschaft Valdespina und die Wüstung Velacha zur Gemeinde.

## Lage
Borjabad liegt ca. 29 Kilometer (Fahrtstrecke) südsüdöstlich der Provinzhauptstadt Soria in einer Höhe von ca. 1015 m. Der Duero fließt durch den Nordwesten der Gemeinde und bildet einen Teil der Gemeindegrenze. Das Klima ist gemäßigt bis warm; Regen (ca. 455 mm/Jahr) fällt hauptsächlich im Winterhalbjahr.

## Bevölkerungsentwicklung
| Jahr      | 1970 | 1981 | 1991 | 2001 | 2011 | 2021 |
| Einwohner | 146  | 88   | 74   | 60   | 41   | 33   |

Infolge der Mechanisierung der Landwirtschaft, der Aufgabe bäuerlicher Kleinbetriebe und des daraus resultierenden geringeren Arbeitskräftebedarfs ist die Einwohnerzahl seit der Mitte des 20. Jahrhunderts deutlich zurückgegangen.

## Wirtschaft
Grundlage des Lebens und Überlebens der jahrhundertelang als Selbstversorger lebenden Bewohner von Borjabad war und ist die Landwirtschaft, zu der natürlich auch die Viehzucht gehört. Einige der leerstehenden Häuser wurden in den letzten Jahrzehnten zu Ferienwohnungen (casas rurales) umgebaut.

## Sehenswürdigkeiten
- Reste der Burg La Turrujalba
- Kirche Mariä Himmelfahrt

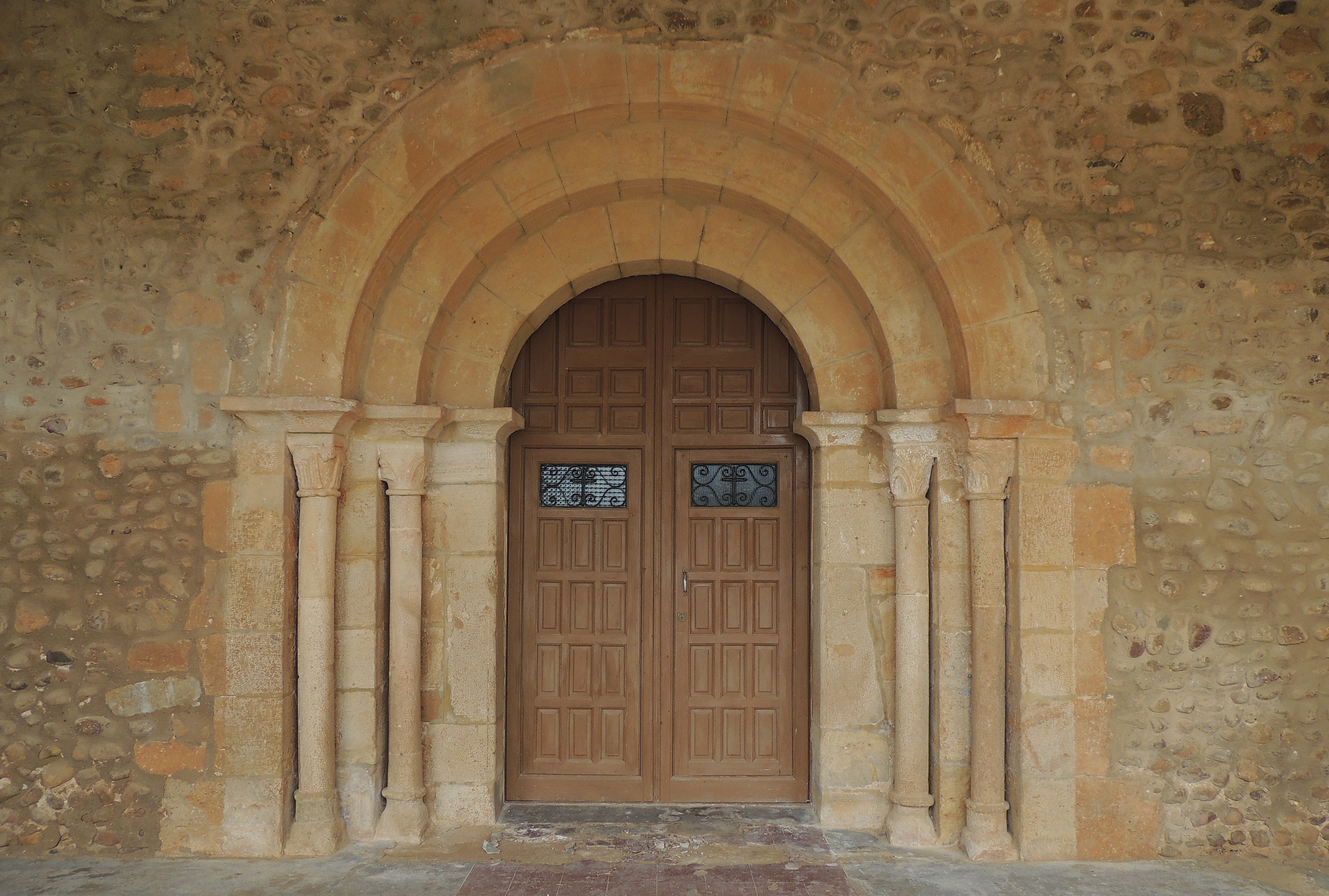
Portal der Kirche Mariä Himmelfahrt